# Литургические перчатки

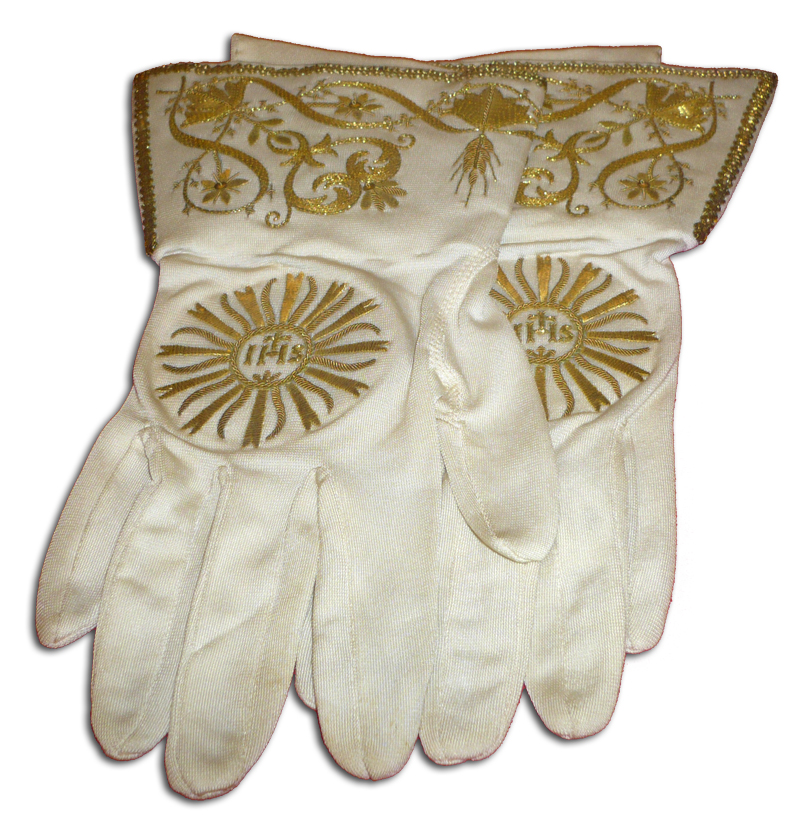
Белые литургические перчатки

Литургические перчатки, епископские перчатки или папские перчатки (лат. chirothecœ, в более раннее время назывались также лат. manicœ, раннеитальян. wanti) — деталь литургического облачения католического епископа, которые он носит во время служения Торжественной понтификальной Мессы. Изначально защищали руки епископа от холода в каменных храмах.
Епископские перчатки надеваются и носятся с начала Мессы до оффертория, когда они снимаются. Перчатки могут быть искусно украшены вышивкой или аппликациями, в том числе фигуративными (чаще всего в виде креста, в Средние века могли быть другие изображения, например десница Божия или агнец).
Первоначально литургические перчатки были белого, изредка красного цвета, но с XVI века цвет литургических перчаток, как и ряда других литургических облачений, стал обуславливаться характером празднования (но они не могли быть чёрными, поскольку ни в Страстную пятницу, ни на заупокойных мессах их не положено надевать). В то время как епископские перчатки обычно сохраняются для епископов, другие прелаты, которые имеют право использовать епископское облачение, включая аббатов, могут использовать их также без специальной папской привилегии.
В то время как использование литургических перчаток всё ещё разрешается, они очень редко замечены в ординарной форме мессы и практически вышли из употребления (за исключением Католической Церкви Китая), хотя до литургических реформ Второго Ватиканского собора ношение литургических перчаток было обязательно. Наиболее часто литургические перчатки носятся в контексте экстраординарной формы латинского обряда, то есть Тридентской мессы. Перчатки рассматриваются как символ чистоты, исполнение хорошей работы и заботливости в действиях.

## Использование

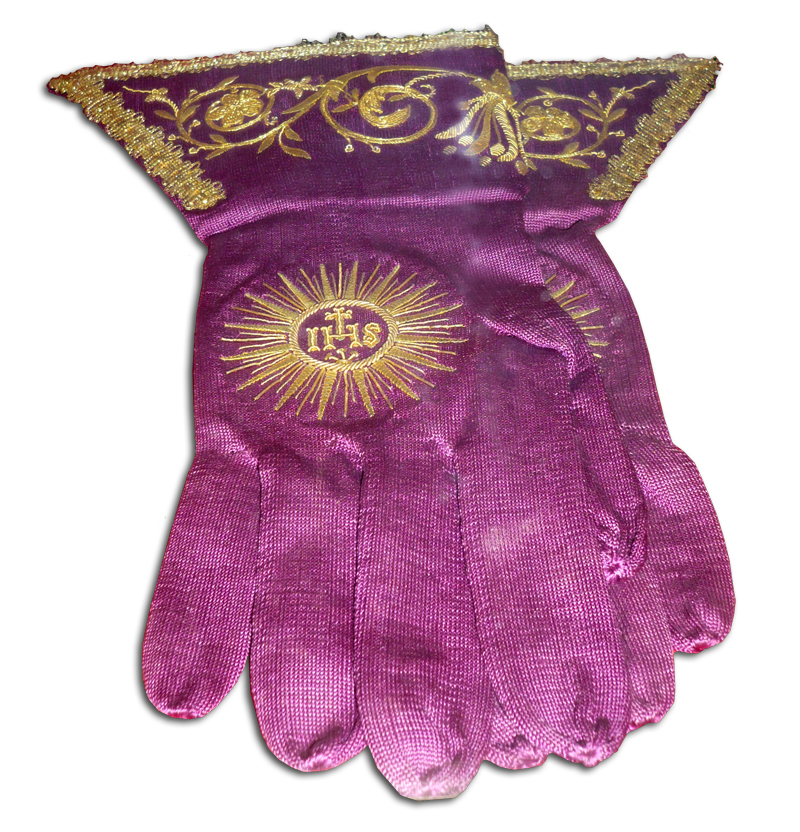
Фиолетовые литургические перчатки

Cæremoniale Episcoporum, как пересмотрено в 1984 году, больше не налагает на епископов Римско-католической Церкви использование епископских перчаток при служении торжественной мессы, но они всё ещё используются в таких службах Тридентской мессы — экстраординарной формы римского обряда. Традиционалистские католические епископы, включая седевакантистских епископов, часто считают обязательным для себя использование литургических перчаток, чтобы показать их отличие от литургических изменений, представленных начиная со Второго Ватиканского собора. Англо-католические и старокатолические епископы также иногда используют епископские перчатки, особенно при служении форм Тридентской Мессы.
Епископские перчатки используются только в Понтификальной Мессе, а затем только до омывания рук перед Евхаристической Жертвой. В дореформенном обряде рукоположения епископа епископ, поставляющий во епископа, помогал ассистирующим епископами, надевал перчатки на него только после благословения. Согласно церемониалу, литургические перчатки на правую руку епископа надевал диакон, на левую — субдиакон.

## Материал
Епископские перчатки сегодня ткёт ткацкий станок или они ткутся вручную шелковой нитью. Они обычно украшены на задней части крестом; граница раструба также, как правило, украшена. Цвет перчаток должен соответствовать литургическому цвету церковного праздника или службе дня в который они носятся; епископские перчатки, однако, никогда не бывают чёрного цвета, поскольку они не используются ни на Страстную Пятницу, ни в Заупокойной мессе.